# グランドスラム (モータースポーツ)
モータースポーツにおけるグランドスラム（英: Grand Slam）とは、1つのレースで「ポールポジション獲得」「決勝レースでのファステストラップ記録」「優勝」「全周回ラップリーダー」の4つを成し遂げることである。

## 概要
トランプゲームのコントラクト・ブリッジで、1ゲームに13回めぐってくる勝負のすべてに勝利することをグランドスラムとよぶことが、他の競技でも使われるようになった。また、全周回1位が欠けた場合には「ハットトリック」と呼ばれる。

## F1におけるグランドスラム記録
- 2024年終了時点。
- 太字は2025年時点の現役ドライバー。

### 通算達成数
| 順位  | 回数 | ドライバー                   | 達成したレース |
| ----- | ---- | ---------------------------- | --- |
| 1     | 8    | ジム・クラーク               | 1962年イギリスグランプリ 1963年オランダグランプリ 1963年フランスグランプリ 1963年メキシコグランプリ 1964年イギリスグランプリ 1965年南アフリカグランプリ 1965年フランスグランプリ 1965年ドイツグランプリ |
| 2     | 6    | ルイス・ハミルトン           | 2014年マレーシアグランプリ 2015年イタリアグランプリ 2017年中国グランプリ 2017年カナダグランプリ 2017年イギリスグランプリ 2019年アブダビグランプリ                                                       |
| 3     | 5    | アルベルト・アスカリ         | 1952年フランスグランプリ 1952年ドイツグランプリ 1952年オランダグランプリ 1953年アルゼンチングランプリ 1953年イギリスグランプリ                                                                          |
| 3     | 5    | ミハエル・シューマッハ       | 1994年モナコグランプリ 1994年カナダグランプリ 2002年スペイングランプリ 2004年オーストラリアグランプリ 2004年ハンガリーグランプリ                                                                        |
| 3     | 5    | マックス・フェルスタッペン   | 2021年オーストリアグランプリ 2022年エミリア・ロマーニャグランプリ 2023年スペイングランプリ 2023年カタールグランプリ 2024年バーレーングランプリ                                                          |
| 6     | 4    | ジャッキー・スチュワート     | 1969年フランスグランプリ 1971年モナコグランプリ 1971年フランスグランプリ 1972年アメリカグランプリ |
| 6     | 4    | アイルトン・セナ             | 1985年ポルトガルグランプリ 1989年スペイングランプリ 1990年モナコグランプリ 1990年イタリアグランプリ |
| 6     | 4    | ナイジェル・マンセル         | 1991年イギリスグランプリ 1992年南アフリカグランプリ 1992年スペイングランプリ 1992年イギリスグランプリ                                                                                                   |
| 6     | 4    | セバスチャン・ベッテル       | 2011年インドグランプリ 2012年日本グランプリ 2013年シンガポールグランプリ 2013年韓国グランプリ |
| 10    | 3    | ネルソン・ピケ               | 1980年アメリカ西グランプリ 1981年アルゼンチングランプリ 1984年カナダグランプリ |
| 11    | 2    | ファン・マヌエル・ファンジオ | 1950年モナコグランプリ 1956年ドイツグランプリ |
| 11    | 2    | ジャック・ブラバム           | 1960年ベルギーグランプリ 1966年イギリスグランプリ |
| 11    | 2    | ミカ・ハッキネン             | 1998年ブラジルグランプリ 1998年モナコグランプリ |
| 11    | 2    | ニコ・ロズベルグ             | 2016年ロシアグランプリ 2016年ヨーロッパグランプリ |
| 15    | 1    | マイク・ホーソーン           | 1958年フランスグランプリ |
| 15    | 1    | スターリング・モス           | 1959年ポルトガルグランプリ |
| 15    | 1    | ジョー・シフェール           | 1971年オーストリアグランプリ |
| 15    | 1    | ジャッキー・イクス           | 1972年ドイツグランプリ |
| 15    | 1    | クレイ・レガツォーニ         | 1976年アメリカ西グランプリ |
| 15    | 1    | ニキ・ラウダ                 | 1976年ベルギーグランプリ |
| 15    | 1    | ジャック・ラフィット         | 1979年ブラジルグランプリ |
| 15    | 1    | ジル・ヴィルヌーヴ           | 1979年アメリカ西グランプリ |
| 15    | 1    | ゲルハルト・ベルガー         | 1987年オーストラリアグランプリ |
| 15    | 1    | デイモン・ヒル               | 1995年ハンガリーグランプリ |
| 15    | 1    | フェルナンド・アロンソ       | 2010年シンガポールグランプリ |
| 15    | 1    | シャルル・ルクレール         | 2022年オーストラリアグランプリ |
| 出典: |      |                              | |

追記
- 年間獲得数最多は3回で、アルベルト・アスカリ（1952年）、ジム・クラーク（1963年・1965年）、ナイジェル・マンセル（1992年）、ルイス・ハミルトン（2017年）の4人が記録している[4]。
- 最年少での獲得はマックス・フェルスタッペンの23歳277日（2021年オーストリアグランプリ）。